# 铅色灰球菌
铅色灰球菌（學名：Bovista plumbea），俗稱細小馬勃（paltry puffball），是一種擔子菌門真菌，隸屬於灰球菌屬。主要分佈於歐洲和北美洲。這種真菌年輕時呈白色，年邁時呈灰色，且容易與真皮灰球菌混淆。

## 分類
短柄紅菇最早是由法國真菌學家讓·巴蒂斯特·弗朗索瓦·皮埃爾·比利亞爾於1784年描述的，其學名為燃燒马勃（Lycoperdon ardosiacum）。後來，南非真菌學家克里斯蒂安·亨德里克·珀森於1796年將其學名改為現名。其學名中的源自拉丁文詞彙，意思是「铅色」，指的是其顏色。

### 異名
铅色灰球菌擁有很多異名，其中包括：
- 卵孢灰球菌（Bovista ovalispora Cooke & Massee 1887）
- 铅灰球菌（Bovista plumbea Pers. 1796）
- 卵孢铅灰球菌（Bovista plumbea var. ovalispora (Cooke & Massee) F. Šmarda 1958）
- 灰球秃马勃（Calvatia bovista (L.) Pers. 1896）
- 灰球马勃（Lycoperdon bovista Sowerby 1803）
- 铅色马勃（Lycoperdon plumbeum Vittad. 1842）

## 描述
铅色灰球菌的子實體直徑約為1.5–3.5厘米，呈球體狀或扁球體狀，並且是透過一簇菌絲連接至基底。其包被呈白色，但隨著年齡增加會變成淺黃色至淺褐色。其包被最終會脫落，但包被在炎熱、乾燥的地方則會較遲脫落。其包被膜呈鉛灰色。铅色灰球菌孢子的大小5.0–6.5 x 4.0–5.5微米，呈卵形，且擁有一層厚厚的孢子壁。其表面光滑，且有著一個長7.5–11.5微米的梗。其孢丝是由各種元素組成的，而非相互交織的。其孢丝壁較厚，具彎曲性，且在氫氧化鉀中呈赭色。

## 分佈及生境
铅色灰球菌分佈於西歐和加利福尼亞州，並且主要在草地上出現。這種真菌通常會在夏末至深秋期間在草坪上的矮草、高爾夫球場和牧場上生長，並且會以零散到集群的形式出現。

## 可食性
铅色灰球菌本身並沒有毒，因此是可供食用的。而且，這種真菌在年輕時的味道較佳。可是，其過小的體形令到其食用價值不高，因此較少人將這種真菌用作食材。